# Sankei Shimbun
Sankei Shimbun (jap. 産経新聞 Sankei Shinbun;  skrót od Sangyō Keizai Shinbun 産業経済新聞, „Gazeta Przemysłowa i Gospodarcza”) – japoński dziennik wydawany przez Sankei Shimbun Co., Ltd. 
Jest to szósta pod względem wielkości nakładu gazeta w Japonii. Jedna z pięciu gazet ogólnokrajowych.